# Díðrikur í Kárastovu
Díðrikur í Kárastovu også kaldt Díðrikur á Skarvanesi; 25. juli 1802 – 8. oktober 1865) var en færøsk bonde og kunstmaler.
Han var oprindelig fra Stóra Dímun, og flyttede senere med sin familie til Skarvanes på Sandoy. Han var selvlært som maler, men i 1828 foretog han en studierejse til København. Den færøske kunsthistorie begynder med Díðrikur á Skarvanesis fem tegninger af fugle, som er permanent udstillet på Færøernes Kunstmuseum i Tórshavn.

## Ekstern henvisning
- Didrikur av Skarvanesi.pdf Arkiveret 4. marts 2016 hos  Wayback Machine